# تابع پنجره (اس‌کیوال)
در زبان SQL یک تابع پنجره یا تابع تحلیلی تابعی است که از مقادیر یک یا چند سطر برای برگرداندن مقداری برای هر سطر استفاده می‌کند. (این در تضاد با یک تابع جمع است که یک مقدار واحد را برای چندین ردیف برمی‌گرداند) توابع پنجره دارای یک عبارت OVER هستند. هر تابع بدون عبارت OVER یک تابع پنجره نیست، بلکه یک تابع تجمیعی یا تک ردیفی (اسکالر) است.

به عنوان مثال، در اینجا یک پرس و جو وجود دارد که از یک تابع پنجره برای مقایسه هر کارمند با میانگین حقوق بخش خود استفاده می‌کند (مثالی از اسناد PostgreSQL):
```
SELECT
 
depname
,
 
empno
,
 
salary
,
 
avg
(
salary
)
 
OVER
 
(
PARTITION
 
BY
 
depname
)
 
FROM
 
empsalary
;

```

خروجی برنامه فوق چنین است:
```
| depname | empno | salary | avg
----------------------+--------+-------+-------------
develop | 11 | 5200 | 5020.0000000000000000
develop | 7 | 4200 | 5020.0000000000000000
develop | 9 | 4500 | 5020.0000000000000000
develop | 8 | 6000 | 5020.0000000000000000
develop | 10 | 5200 | 5020.0000000000000000
personnel | 5 | 3500 | 3700.0000000000000000
personnel | 2 | 3900 | 3700.0000000000000000
sales | 3 | 4800 | 4866.6666666666666667
sales | 1 | 5000 | 4866.6666666666666667
sales | 4 | 4800 | 4866.6666666666666667
(10 rows)
```

عبارت PARTITION BY ردیف‌ها را به پارتیشن‌ها گروه‌بندی می‌کند و تابع به‌طور جداگانه برای هر پارتیشن اعمال می‌شود. اگر PARTITION BY حذف شود (مثلاً اگر یک OVER() خالی داشته باشیم، کل مجموعه نتیجه به عنوان یک پارتیشن واحد در نظر گرفته می‌شود. برای این پرس و جو، متوسط حقوق گزارش شده، میانگین دریافتی در تمام ردیف‌ها خواهد بود.
توابع پنجره پس از تجمیع ارزیابی می‌شوند (مثلاً بعد از <code id="mwHg">GROUP BY</code> و توابع مجموع غیر پنجره).

## نحو
با توجه به مستندات PostgreSQL، یک تابع پنجره دارای نحو یکی از موارد زیر است:
```
function_name
 
([
expression
 
[,
 
expression
 
...
]])
 
OVER
 
window_name

function_name
 
([
expression
 
[,
 
expression
 
...
]])
 
OVER
 
(
 
window_definition
 
)

function_name
 
(
 
*
 
)
 
OVER
 
window_name

function_name
 
(
 
*
 
)
 
OVER
 
(
 
window_definition
 
)

```

کلیدواژه WHERE دارای نحو بشکل زیر است:
```
[
existing_window_name
]

[
 
PARTITION
 
BY
 
expression
 
[,
 
...
]
 
]

[
 
ORDER
 
BY
 
expression
 
[
ASC
 
|
 
DESC
 
|
 
USING
 
operator
]
 
[
NULLS
 
{
 
FIRST
 
|
 
LAST
 
}]
 
[,
 
...
]
 
]

[
frame_clause
]

```

frame_clause دارای نحو بشکل یکی از موارد زیر است:
```
{
 
RANGE
 
|
 
ROWS
 
|
 
GROUPS
 
}
 
frame_start
 
[
frame_exclusion
]

{
 
RANGE
 
|
 
ROWS
 
|
 
GROUPS
 
}
 
BETWEEN
 
frame_start
 
AND
 
frame_end
 
[
frame_exclusion
]

```